# Hittani Kongregáció
A Hittani Kongregáció (latinul: Congregatio pro Doctrina Fidei), régebbi nevén Szent Officium a Római Kúria egyik hivatala (dikasztériuma), amely elsősorban a katolikus tanítást felügyeli.

## Története

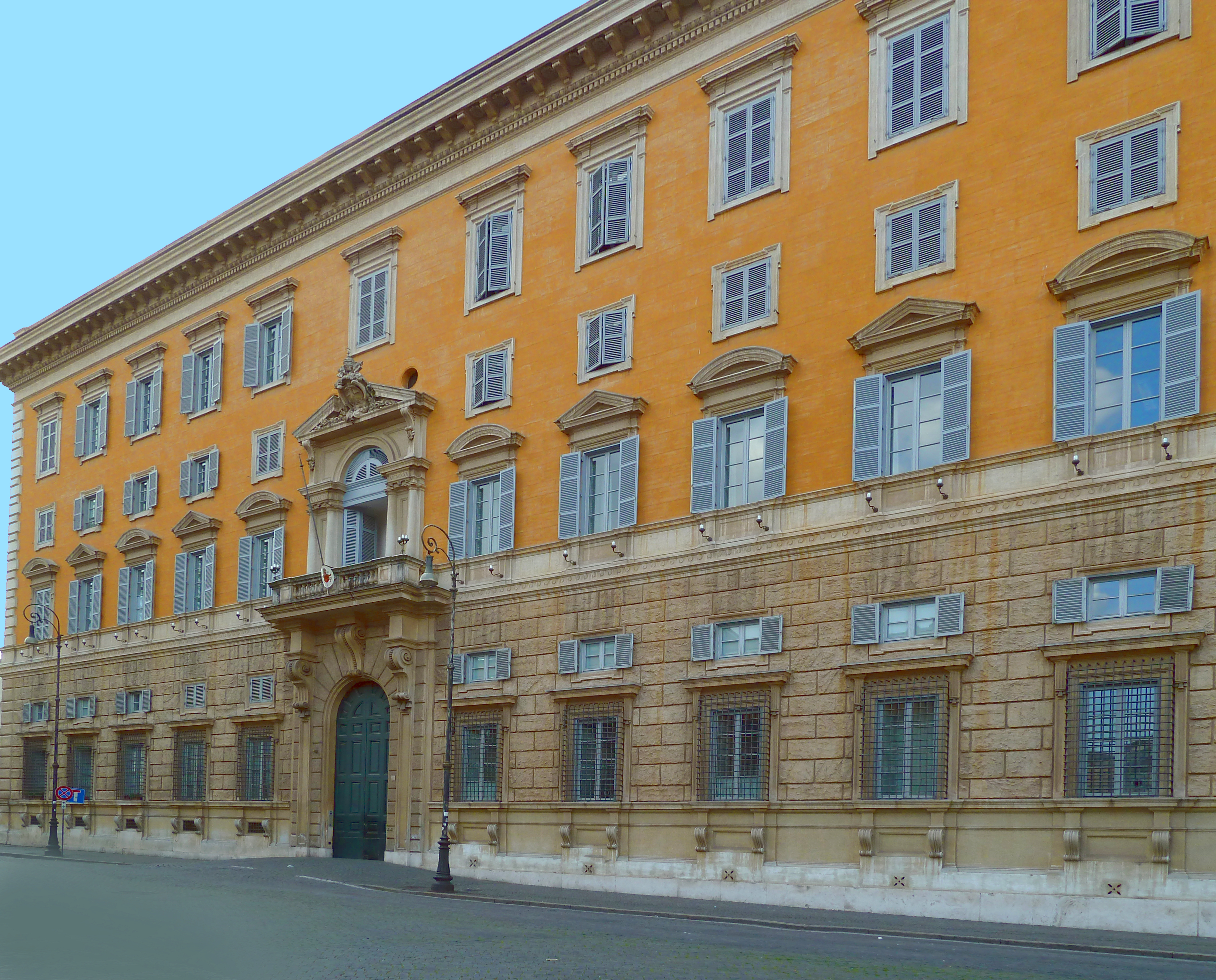
Congregatio pro Doctrina Fidei

Ez a hivatal a legrégibb a Római Kúria kilenc kongregációja közül. 1542. július 21-én III. Pál pápa alapította a Licet ab initio konstitúció kihirdetésével az eretnekségekkel szemben az egyház megvédésére. Az intézményt a már régóta hatástalanná vált, helyi szinten működtetett inkvizíciós bíróságok helyébe állította a pápa, központosította azt, és szélesebb jogokkal ruházta fel. Ekkor a neve a Római és Egyetemes Inkvizíció Szent Kongregációja (Sacra Congregatio Romanae et Universalis Inquisitionis) lett. A kinevezett bíborosok testülete és más tisztviselők feladata az volt, hogy „fenntartsák és megvédjék a hit épségét, és megvizsgálják és elítéljék a tévedéseket és a hamis tanításokat”. Bár az inkvizítorok bárhol, bárki ellen eljárást kezdeményezhettek, a hivatal lényegében csak a pápai területekre és Itáliára korlátozódott. Az inkvizíciós eljárásokról – főként a római inkvizícióról – festett sötét képet a mai történészek már árnyaltabban látják.[forrás?] A legkeményebb fellépése IV. Pál pápa ötéves  uralkodására tehető, aki az intézményt rangban a kúria minden más hivatala elé helyezte, és az eretnekek elleni harcában nemegyszer túlzásokra ragadtatta magát. Utóda, IV. Pius pápa már visszatért az eredeti célkitűzésekhez, és megszelídítette az eljárásokat. A szervezet például több olyan jogi reformot is bevezetett (például „kegyelmi idő”, védőügyvéd, jogi tanács kérése), amelyek a világi bíróságokon csak 1836-tól léptek érvénybe.
A 18. századra az Inkvizíciós Kongregációnak a pápai államon kívül gyakorlatilag semmi hatalma, befolyása nem volt. XIV. Benedek pápa óta legfőbb feladata a klérus és a könyvek cenzúrázása lett, amely részben az Index Kongregációjának feladatkörét fedte le. 1809 és 1814 között a pápa Itáliából való száműzetése alatt, a működését szüneteltették, azt követően pedig hatalmát csökkentve indították újra. A kongregáció 1908-ban X. Pius pápától a Sacra Congregatio Sancti Officii, ‘Szent Officium’ (Szent Hivatal) nevet kapta, és magába olvasztotta a Búcsúk Hivatalát. XV. Benedek pápa 1917-ben e hivatalt áthelyezte az Apostoli Penitenciáriába, és a Szent Officiumhoz kapcsolta az önállóságától megfosztott Index Kongregációt. VI. Pál pápa 1965. december 7-én a nevet Hittani Szent Kongregációra (Sacra Congregatio pro Doctrina Fidei) változtatta, majd 1983-ban – az új Egyházi Törvénykönyv kihirdetésével – kapta meg a mai nevét.

## Feladat- és jogköre

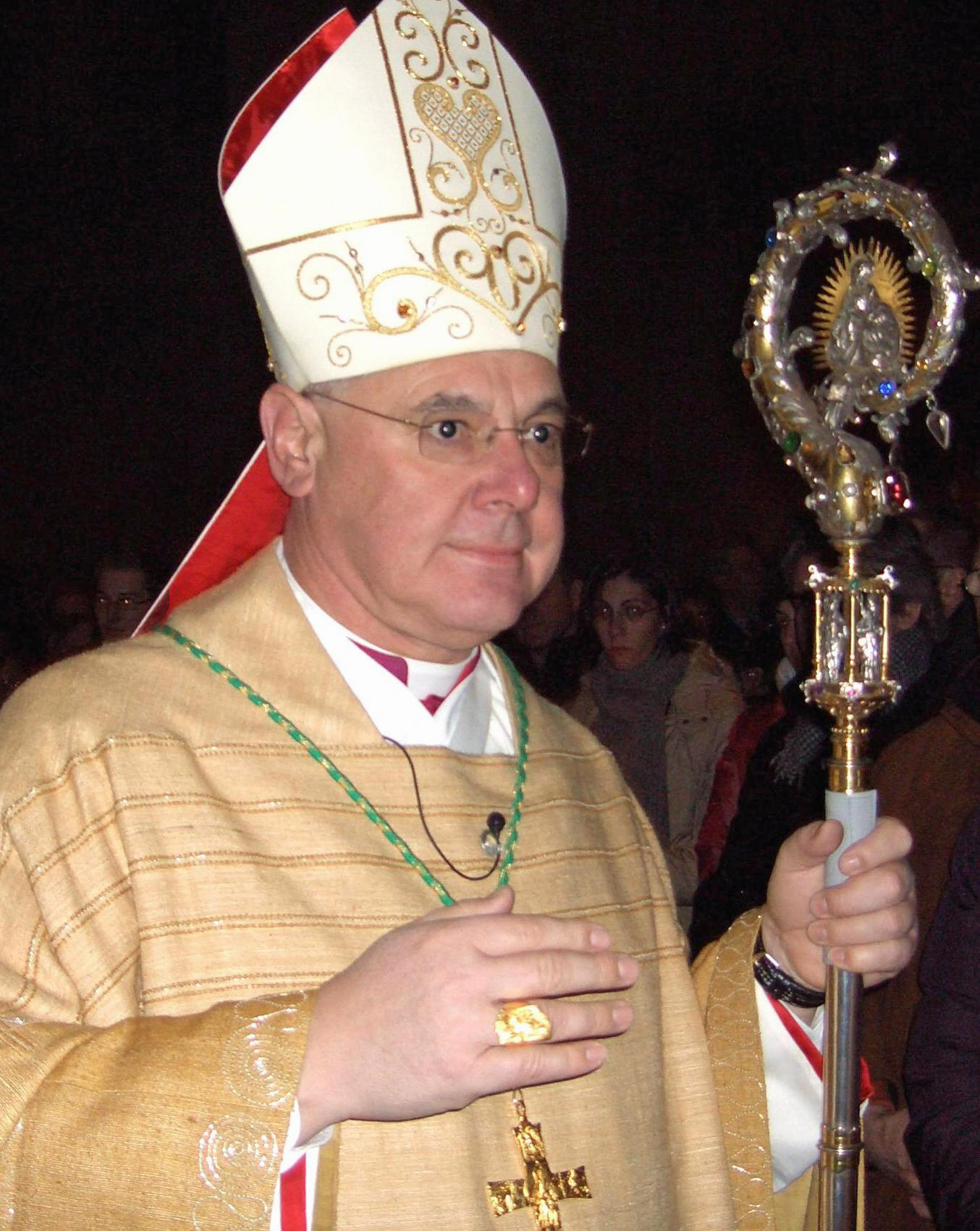
Gerhard Ludwig Müllert 2012 júliusában nevezte ki XVI. Benedek pápa a Hittani Kongregáció vezetőjének, akit Ferenc pápa 2017-ben mentett fel tisztségéből

Tevékenységi körét legutóbb Ferenc pápa 2022.március 19-én kihirdetett, "Predicate Evangelium" kezdetű apostoli konstitúciója határozta meg. Eszerint feladata az egész katolikus világban előmozdítani és védelmezni a hitről és erkölcsről szóló tanítást, illetékes mindenben, ami ezt a tárgykört valamiképpen érinti. A hitbeli tanítás elmélyítését szolgálja a hit megértésére és az új problémáknak a hit fényében való megválaszolására irányuló tanulmányok, kutatások támogatása, kezdeményezése. Az ilyen feladatok megoldásában a Hittani Kongregáció segítséget nyújt az egyes püspököknek és a püspökök csoportjainak is. Együttműködik a Szentszék többi hatóságával, valahányszor azoknak a tanítással kapcsolatos ügyekben kell dönteniük vagy megnyilatkozniuk. Közzétesz önálló állásfoglalásokat, melyeknek a katolikusok hitbeli eligazításában igen fontos szerepük van.
A hitbeli és erkölcsi tanítás védelmével, az Egyház tanúságtétele hitelességének és azonosságának alapvető követelményével függ össze a Hittani Kongregáció másik feladata: gondoskodni arról, hogy semmilyen módon terjesztett tévedés miatt a hit és az erkölcs kárt ne szenvedjen. Ennek érdekében felül kell vizsgálnia az új tanokat és esetleg el is kell utasítania azokat; meg kell vizsgálnia az elé terjesztett könyveket szerzőjük és az illetékes ordinárius meghallgatásával, s vannak feladatai a hívők hitről és erkölcsről kiadandó írásainak előzetes vizsgálat alá vételével kapcsolatban is. De gondoskodnia kell arról is, hogy a téves és veszélyes tanítások ne maradjanak kellő válasz, kritika nélkül.
A tanítás és tanúságtétel védelme érdekében a Hittani Kongregáció ítélkezik a hit elleni, a legsúlyosabb erkölcs elleni, valamint a szentségek kiszolgáltatásával kapcsolatos büntetendő cselekmények tárgyában. Jogosult büntetések kinyilvánítására és kiszabására is, mind közigazgatási, mind bírói úton.
A szerkezeti felépítését tekintve az előbbiekben ismertetett két feladatkörnek megfelelően két részlegből áll.
A Hittani Kongregáció foglalkozik a házasságoknak a hit kiváltsága okán való felbontásával és a laicizált (kilépett) papok visszavételével a klerikusi állapotba. Korábban hozzá tartoztak a laicizálási, illetve a cölibátus alóli felmentési ügyek is. Ez utóbbiak újabban átkerültek az Istentiszteleti és Szentségi Fegyelmi Kongregációhoz.

## Szervezete
1968-ig maga a pápa volt a kongregáció prefektusa, de lényegében sohasem gyakorolta ezt a feladatkört, hanem mindig kinevezett egy bíborost, aki titkárként elnökölt a szervezet gyűlésein. 1968-tól a szervezet bíboros vezetője kapta meg a prefektus címet, és a titkár a második legmagasabb hivatal lett. Általában további tíz bíboros van kinevezve a kongregációba.
A hivatal munkája négy részlegben történik: doktrinális hivatal, fegyelmi hivatal, házassági hivatal és papi hivatal.
A Hittani Kongregációhoz tartozik a Pápai Biblikus Bizottság (Pontificia Commissio Biblica) és a Nemzetközi Teológiai Bizottság (Commissio Theologica Internationalis) is, amelyeknek elnöke ex officio (hivatalból) a bíboros prefektus.

### Jelenlegi tagjai
| Fénykép | Név, beosztás                                   | Országa                   | Kinevezés dátuma     |
| ------- | ----------------------------------------------- | ------------------------- | -------------------- |
|         | Luis Ladaria Ferrer SJ bíboros prefektus        | Spanyolország             | 2017. július 2.      |
|         | Giacomo Morandi érsek titkár                    | Olaszország               | 2017. július 18.     |
|         | José Luis Mollaghan érsek ügyintéző             | Argentína                 | 2014. május 19.      |
|         | Joseph Augustine Di Noia, O.P. érsek, ügyintéző | Amerikai Egyesült Államok | 2013. szeptember 21. |

- Segédtitkár: Matteo Visioli (2017. szeptember 14. –)
- Jogvédő: Charles J. Scicluna
- 25 tag (bíborosok, érsekek és püspökök; például Antonio Cañizares Llovera bíboros, Jean-Pierre Ricard bíboros)
- 28 tanácsadó
- 33 állandó személyzet

## Néhány legutóbbi dokumentuma
- Válaszok az Egyházról szóló tanítás néhány szempontjával kapcsolatban feltett kérdésekre - a II. vatikáni zsinat egyházról szóló tanításának értelmezéséről. (2007. június 29.)
- Levél a katolikus egyház Püspökeihez a férfi és a nő együttműködéséről az Egyházban és a világban (2004. május 31.)
- Megfontolások az azonos nemű személyek együttéléseinek törvényes elismertetésére irányuló törekvésekről (2003. június 3.)
- Katolikusok részvétele és magatartása a politikai életben (2002. november 24.)
- Instrukció a gyógyító imákról (2000. szeptember 14.)
- Dominus Iesus - Nyilatkozat Jézus Krisztus és az Egyház egyetlen és egyetemesen üdvözítő voltáról. (2000. augusztus 6.)
- Fatima üzenete (2000. június 30.)

## A Hittani Kongregáció vezetői

### Főinkvizítorok
Giovanni Pietro Carafa

### Titkárok
- Luigi Bilio bíboros, C.R.S.P. (1883–1884)
- Raffaele Monaco La Valetta bíboros (1884–1896)
- Lucido Parocchi bíboros (1896–1903)
- Serafino Vannutelli bíboros (1903–1908)
- Mariano Rampolla bíboros (1908–1913)
- Domenico Ferrata bíboros (1914)
- Rafael Merry del Val bíboros (1914. október 14.–1930. február 26. (haláláig)
- Donato Sbarretti bíboros (1930. július 4.–1939. április 1.) (haláláig)
- Francesco Marchetti-Selvaggiani bíboros (1939. április 30.–1951. január 13.) (haláláig)
- Giuseppe Pizzardo bíboros (1951. február 16.–1959. október 12.)

Ezt követően a dikasztérium vezetőjét prefektusnak nevezik.

### Prefektusok
| Név                                                | Hivatal kezdete    | Hivatal vége       | Megjegyzés                 |
| -------------------------------------------------- | ------------------ | ------------------ | -------------------------- |
| Alfredo Ottaviani bíboros                          | 1959. november 7.  | 1968. január 6.    |                            |
| Franjo Šeper bíboros                               | 1968. január 8.    | 1981. november 25. |                            |
| Joseph Ratzinger bíboros                           | 1981. november 25. | 2005. április 2.   | emeritus XVI. Benedek pápa |
| William Levada bíboros                             | 2005. május 12.    | 2012. július 2.    |                            |
| Gerhard Ludwig Müller bíboros                      | 2012. július 2.    | 2017. július 2.    |                            |
| Luis Ladaria Ferrer SJ bíboros (2017. július 2. –) | 2017. július 2.    | jelenleg is        |                            |